# Brevier von Dabar
Brevier von Dabar ist ein aus dem Jahre 1486 stammendes Stundengebetbuch, welches in glagolitisch-kroatischer Handschrift verfasst ist. Mit Erlaubnis des Papstes Innozenz IV. durften ab 1248 die Kirchen im Nordwesten Kroatiens als einzige innerhalb der lateinischen Kirche anstelle des Lateins das dort bereits etablierte Kirchenslawische mit glagolitischer Schrift uneingeschränkt als Liturgiesprache benutzen. Diese Erlaubnis wurde formal zunächst dem Bischof Philipp von Senj erteilt.
Das Brevier von Dabar wurde in der frankopanischen Festung Dabar bei Otočac in der Region Lika (Kroatien) gefunden. Es besteht aus 306 Seiten Pergamentpapier und wurde von „pop Stipan“ (Pfarrer Stefan) verfasst. Dieses Werk gehört neben der Glagoljica (genauer: die Bašćanska ploča), Tafel von Baška zu den bedeutendsten mittelalterlichen glagolitischen Gebetsbüchern.
Neben den üblichen Messgebeten finden sich auch verschiedene Einträge, wie zum Beispiel Übergriffe osmanischer Soldaten oder auch Namen von Schuldnern jener Zeit.
Auszug
Liste der Schuldner, festgehalten durch Pfarrer Stefan im Jahre 1515: Škarići, Jarići, Silaševići, Starkići, Vučetići, Volčevići, Trhožići, Stričići, Berojići, Brajenkovići, Šimajevići i Križići.